# Podszosie (Brzóstowa)
Podszosie – część wsi Brzóstowa w Polsce, położona w województwie świętokrzyskim, w powiecie ostrowieckim, w gminie Ćmielów.
W latach 1975–1998 Podszosie należało administracyjnie do województwa tarnobrzeskiego.